# كوروش أباد
كوروش‌ أباد هي قرية في مقاطعة أشنوية، إيران. يقدر عدد سكانها بـ 0 نسمة بحسب إحصاء 2016.